# Agaricomycotina
Agaricomycotina este o subdiviziune a încrengăturii Basidiomycota în subregnul Dikarya și Regnul Fungi cu aproximativ 20 000 de specii. Ea include cele mai multe ciuperci comestibile care sunt colectate pentru consum, dar, de asemenea, soiuri otrăvitoare până extrem de toxice și letale.

## Istoric
Subclasa a fost determinată de microbiologul rusesc Alexandr Borissovici Doweld în cartea sa Prosyllabus Tracheophytorum, Tentamen systematis plantarum vascularium (Tracheophyta) din 2001.
Descrierea făcută despre Agaricomycotina de micologii  R. Bauer, J. P.Begerow și coautori în volumul 5 al jurnalul Mycological Progress din 2006 este declarat ilegitim.

## Morfologie

### Caracteristici macroscopice
La ciupercile Agaricomycotina, ciupercile au forme foarte variate, de exemplu: tubercul, tufă, sferă, cupă, dar în cele mai multe cazuri pălărie și picior. Pălăria poate avea dimensiuni foarte diferite, în raport de specie. Forma, incluzând culoarea, aspectul și marginea pălăriei constituie criterii care servesc la determinare. Și piciorul ciupercilor are forme, dimensiuni și culori foarte variate, unele specii fiind sesile (fără picior). Inserția piciorului la pălărie poate fi diferită (centrală, marginală, excentrică).
La unele specii, pălăria este acoperită de solzi, iar piciorul este învelit, parțial, de volvă. Solzii de pe pălărie și volva provin dintr-o membrană denumită velum universale (văl universal). De asemenea, carpoforii unor specii prezintă inel pe picior și cortină pe marginea pălăriei, care provin dintr-o membrană denumită velum partiale (văl parțial). Familia Amanitaceae de exemplu poartă ambele văluri.
Carnea este mult mai cărnoasă în relație cu cea a bureților din sub-încrengătura Pezizomycotina și prezintă caractere importante (culoare, gust, miros, consistență etc.) pentru determinarea speciilor.

### Caracteristici microscopice
Cele mai multe ciuperci ale acestei sub-încrengături au un miceliu secundar (cu câte doi nuclei haploizi), alcătuit din hife filamentoase, septate, ramificate și pluricelulare, dar de asemenea un miceliul terțiar, care dezvoltă țesuturi false sau plectenchimuri, luând parte la formarea basidiilor. 
La majoritatea ciupercilor evoluate, în regiunea fertilă se diferențiază un strat de celule, situat pe suprafața himenoforului, numit strat himenial sau himeniu. Organizarea cea mai complexă a regiunii fertile (himenale) se întâlnește la ciupercile din sub-divizia Agaricomycotina. În stratul himenal, basidiile, pe care se formează sporii, sunt de formă diferită și preponderent septate, purtând câte 4 sterigme (rar și mai puține sau mai multe). Sunt însoțite de cistide (celule de obicei izbitoare și sterile care pot apărea între basidii și himeniu) de diferite forme și de mare importanță în determinarea genurilor și speciilor. 
Sporii sunt unicelulari, de dimensiuni, formă, culoare, ornamentație, reacție de colorare foarte variate și pot fi sferici, ovoizi, elipsoidali, cilindrici, fusiformi etc., cu suprafața netedă sau ramificată, slab crestată, numai foarte rar verucoasă.
La majoritatea ciupercilor evoluate, în regiunea fertilă se diferențiază un strat de celule, situat pe suprafața himenoforului, numit strat himenial sau himeniu. Organizarea cea mai complexă a regiunii fertile (himeniale) se întâlnește la ciupercile din subdivizia Agaricomycotina. În stratul himenial, basidiile, pe care se formează sporii, sunt de formă diferită și preponderent septate, purtând câte 4 sterigme (rar și mai puține sau mai multe). Sunt însoțite de cistide (celule de obicei izbitoare și sterile care pot apărea între basidii și himeniu) de diferite forme și de mare importanță în determinarea genurilor și speciilor. 
Sporii sunt unicelulari, de dimensiuni, formă, culoare, ornamentație, reacție de colorare foarte variate și pot fi sferici, ovoizi, elipsoidali, cilindrici, fusiformi etc., cu suprafața netedă sau ramificată, slab crestată, numai foarte rar verucoasă.

La majoritatea ciupercilor evoluate, în regiunea fertilă se diferențiază un strat de celule, situat pe suprafața himenoforului, numit strat himenial sau himeniu. Organizarea cea mai complexă a regiunii fertile (himeniale) se întâlnește la ciupercile din subdivizia Agaricomycotina. În stratul himenial, basidiile, pe care se formează sporii, sunt de formă diferită și preponderent septate, purtând câte 4 sterigme (rar și mai puține sau mai multe). Sunt însoțite de cistide (celule de obicei izbitoare și sterile care pot apărea între basidii și himeniu) de diferite forme și de mare importanță în determinarea genurilor și speciilor. 
Sporii sunt unicelulari, de dimensiuni, formă, culoare, ornamentație, reacție de colorare foarte variate și pot fi sferici, ovoizi, elipsoidali, cilindrici, fusiformi etc., cu suprafața netedă sau ramificată, slab crestată, numai foarte rar verucoasă.

## Sistematică
Conform micologului american David S. Hibbett și coautori, această sub-încrengătură se împărățește în 3 clase cuprinzând 26 de ordini purtătoare de basidii, anume:
- Agaricomycetes cu 3 subclase și 22 ordini,
- Dacrymycetes cu un ordin (Dacrymycetes) și
- Tremellomycetes cu 3 ordini (Cystofilobasidiales, Filobasidiales, Tremellales).

## Specii apartenente subîncrengăturii (exemple)

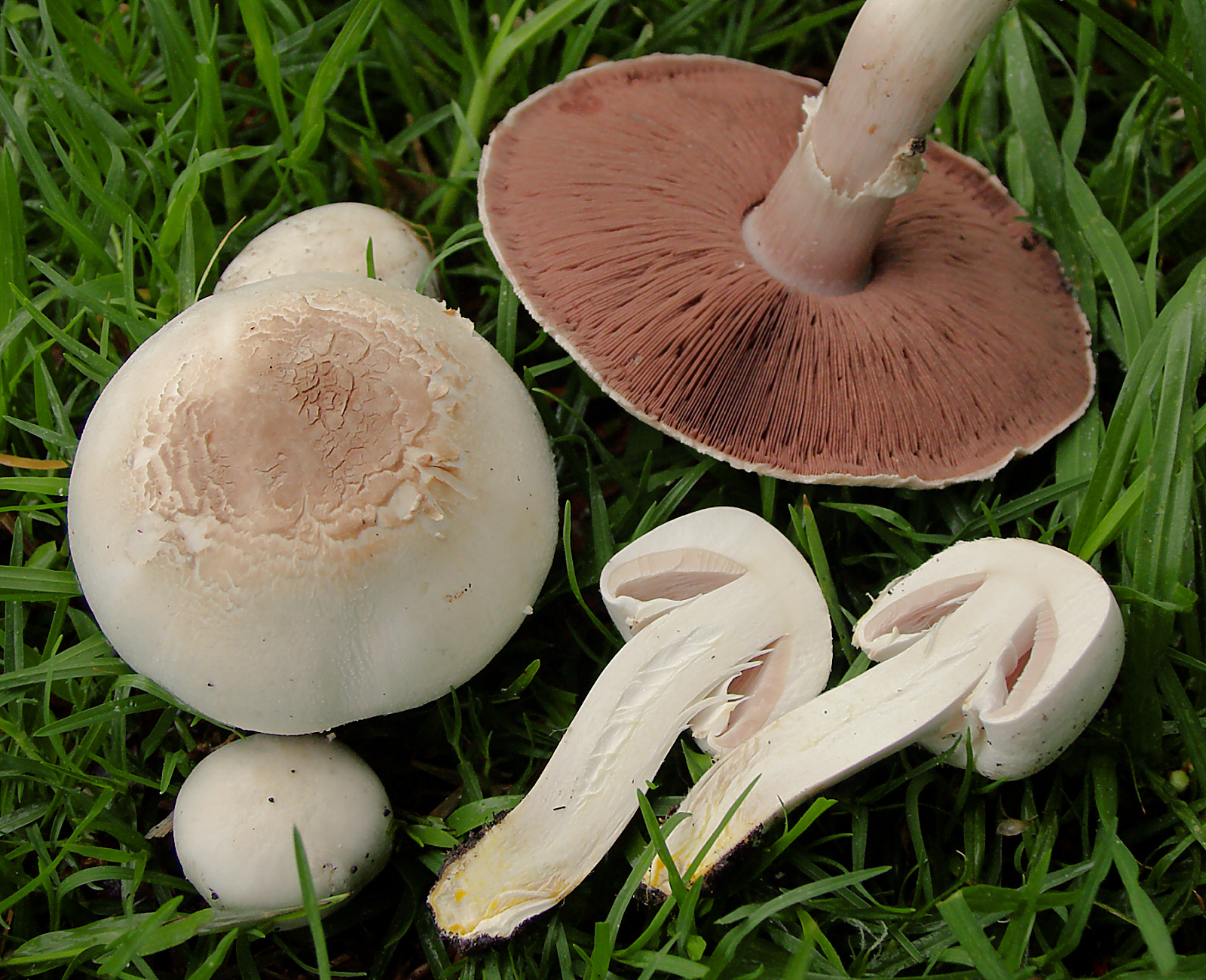
Agaricus xanthodermus
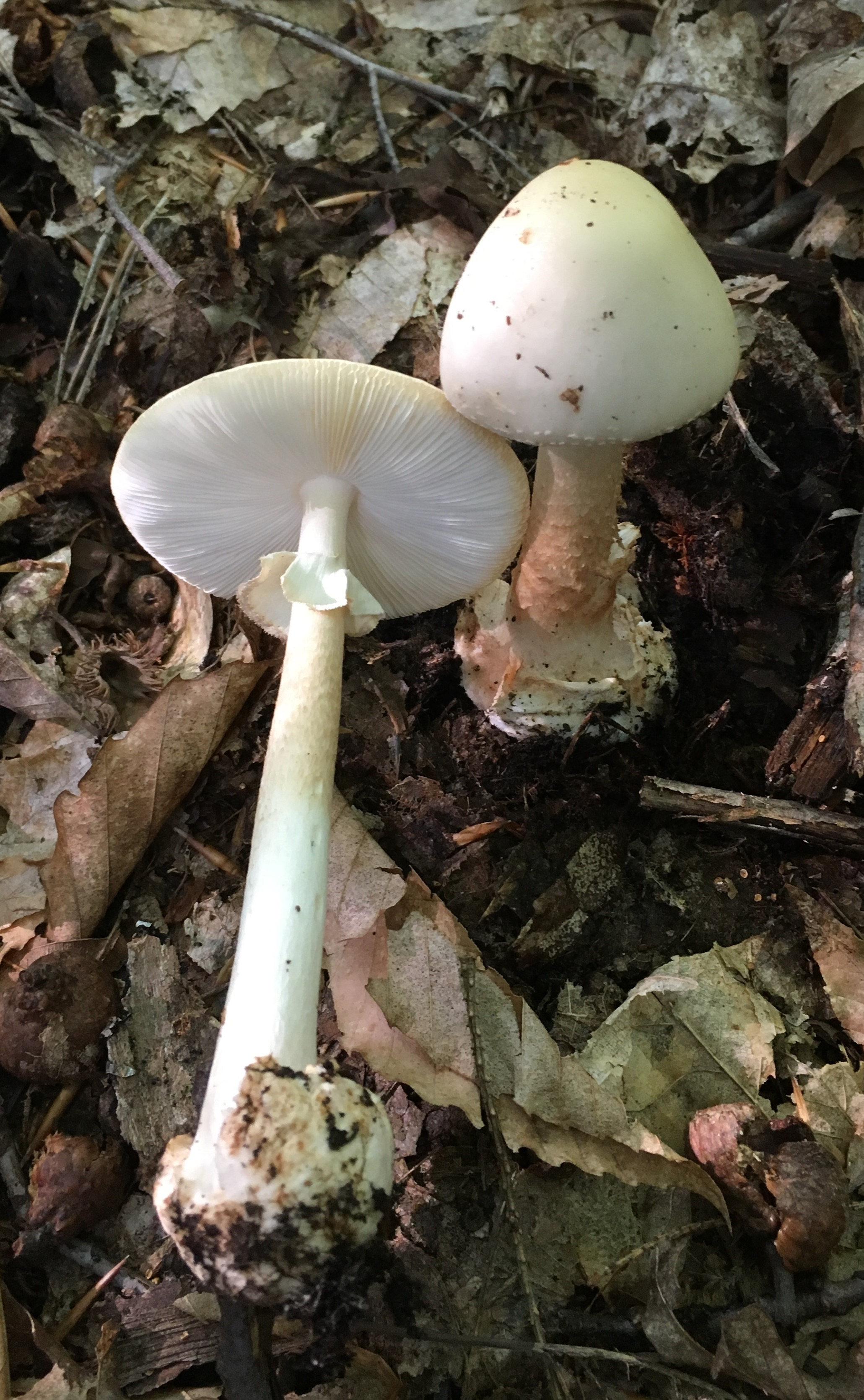
Amanita verna
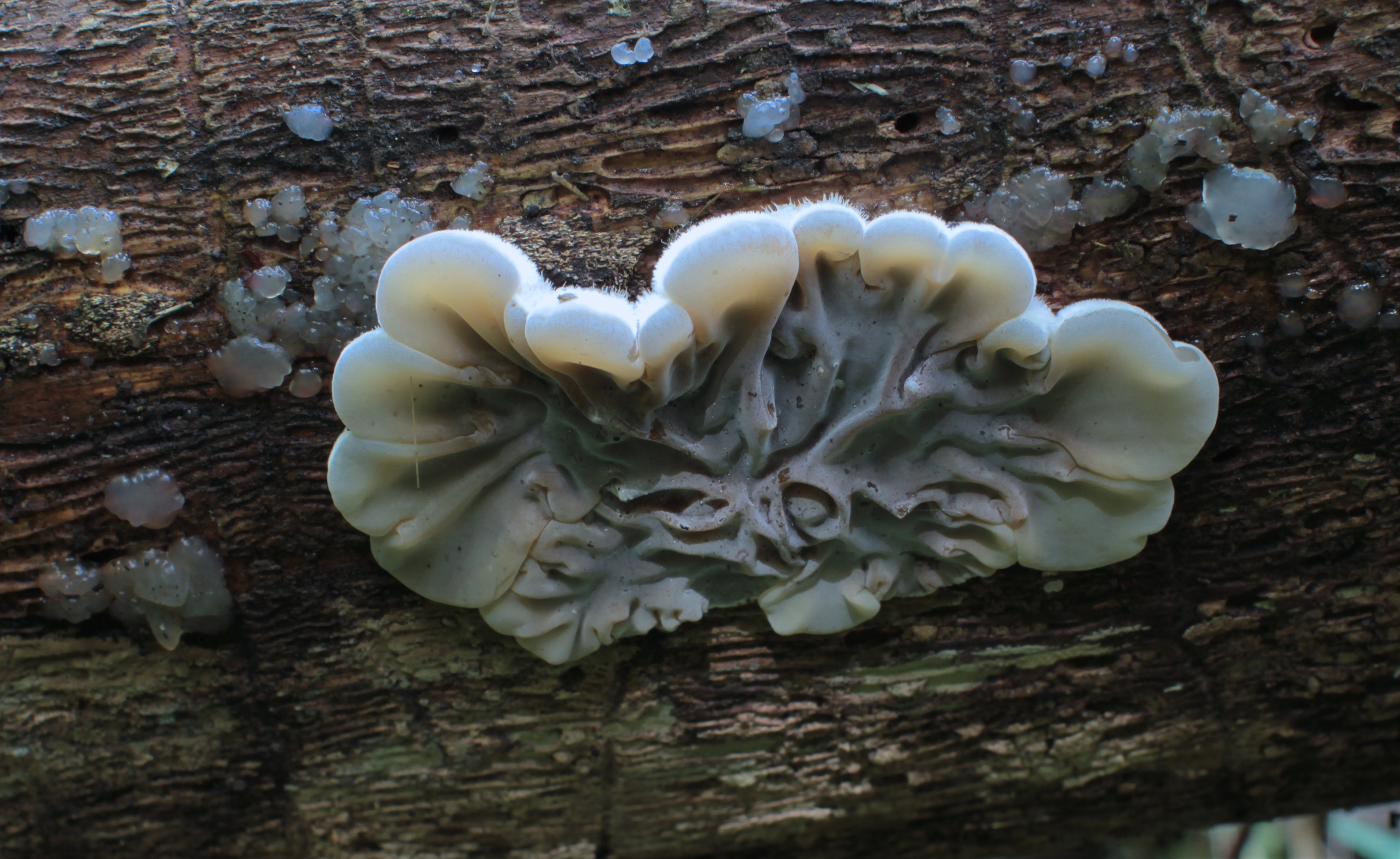
Auricularia mesenterica
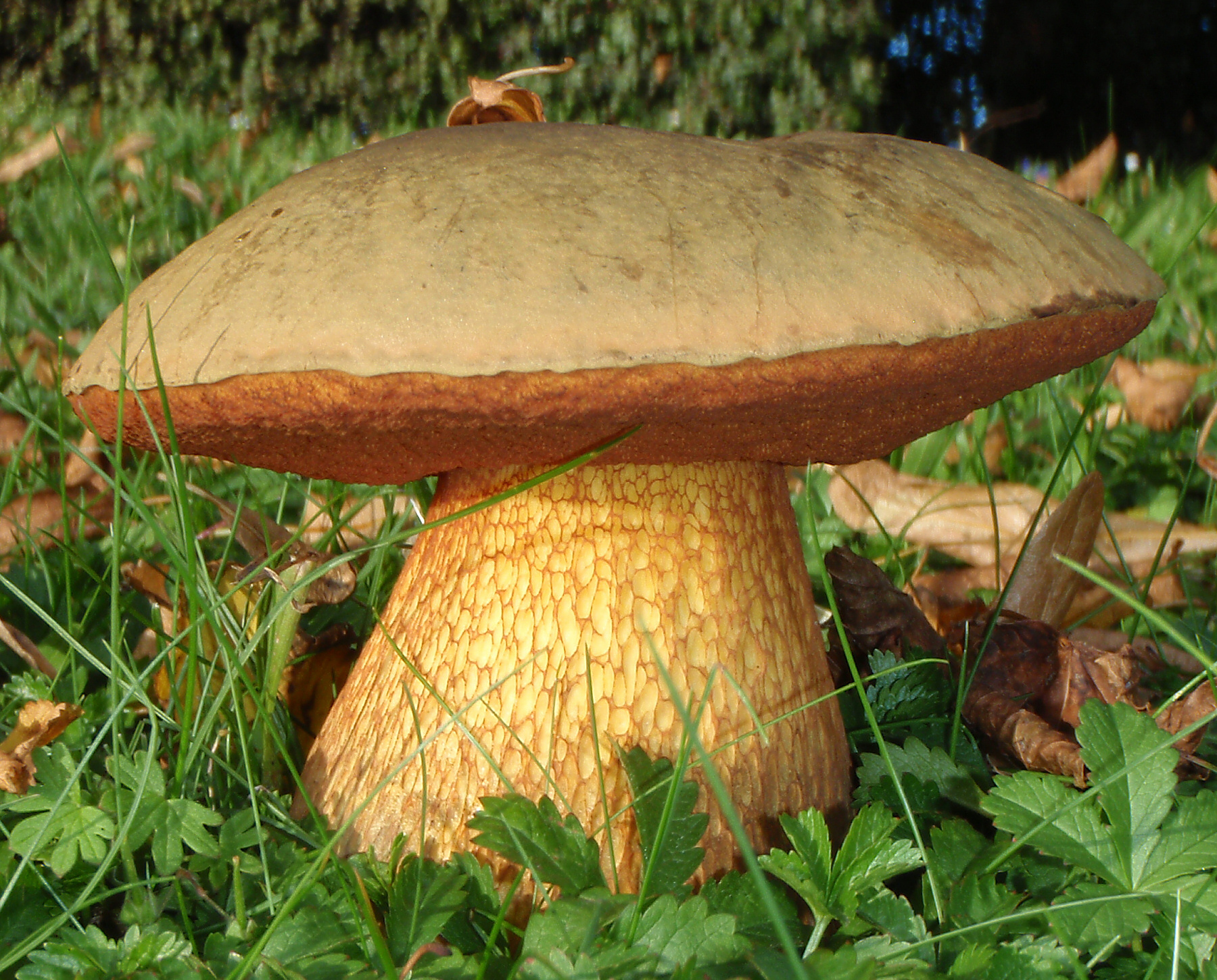
Boletus luridus
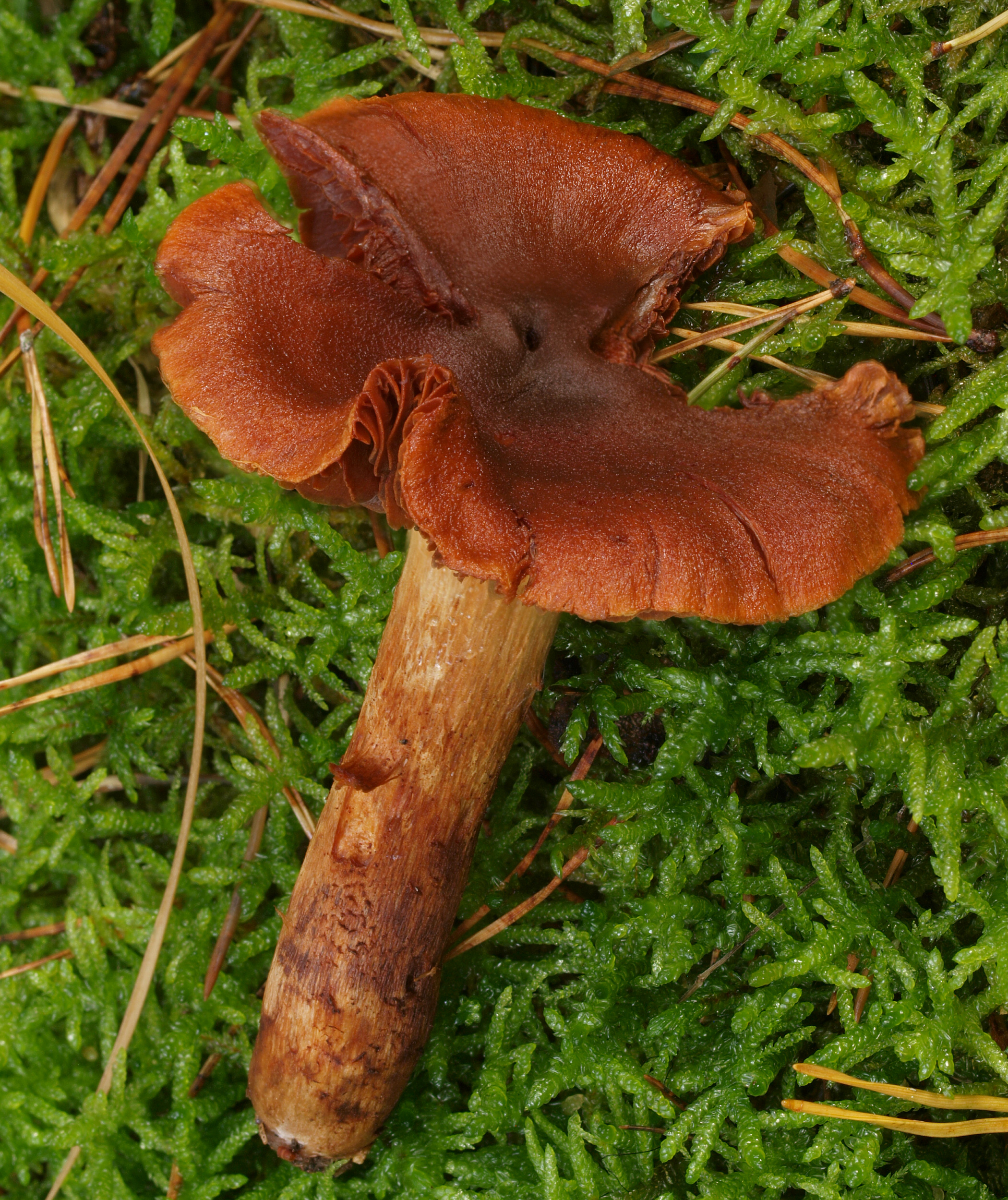
Cortinarius orellanus
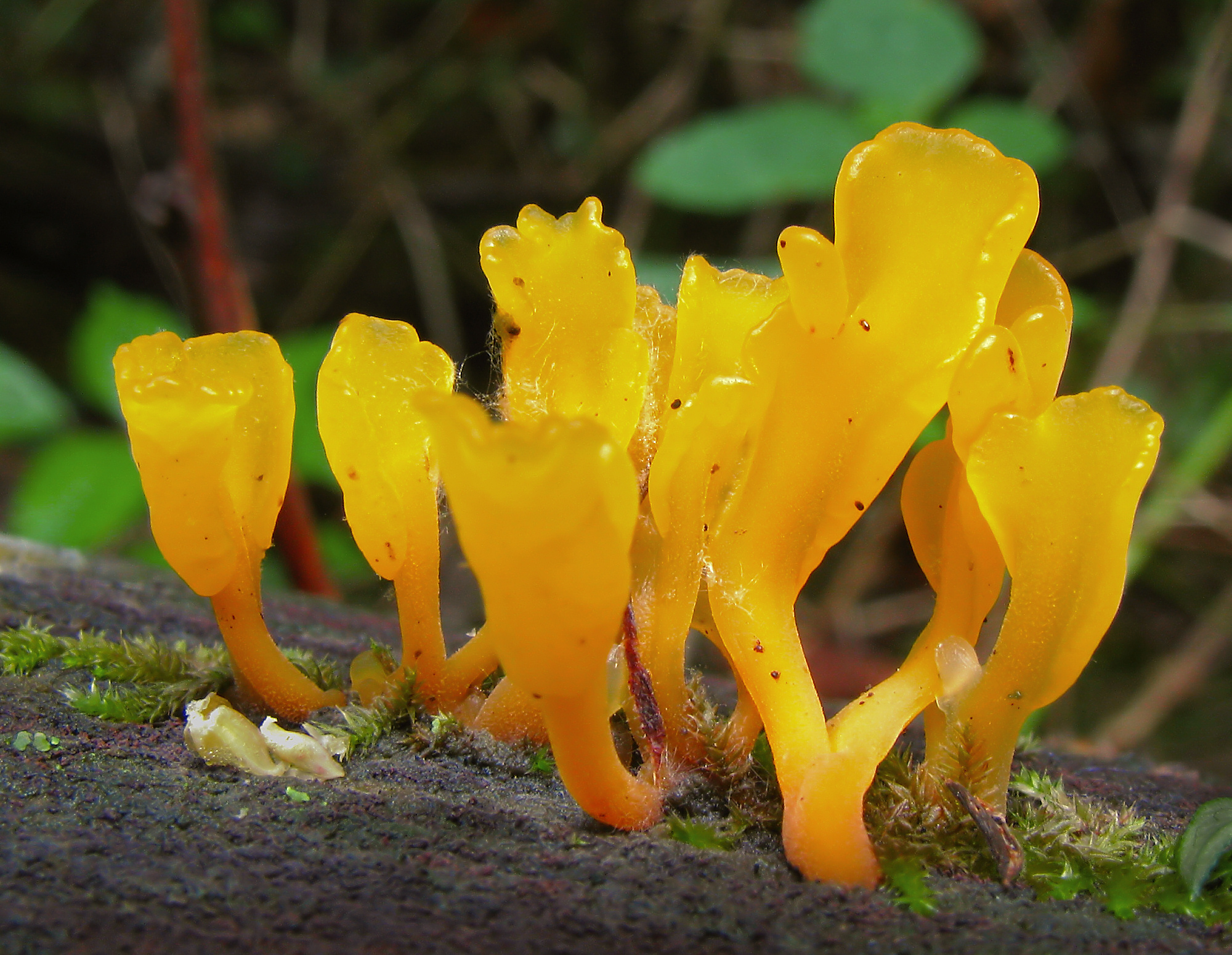
Dacryopinax spathularia
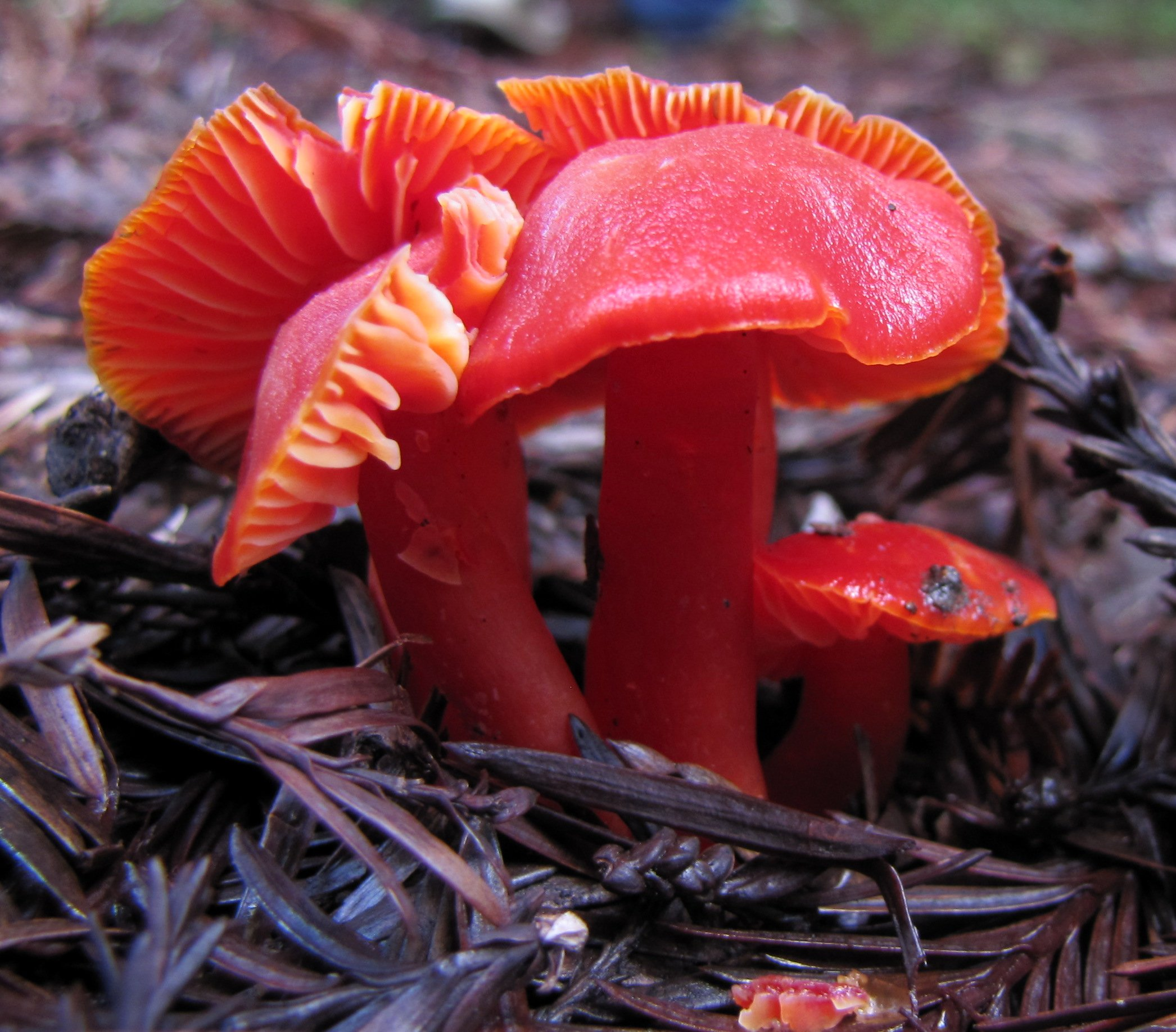
Hygrocybe coccinea

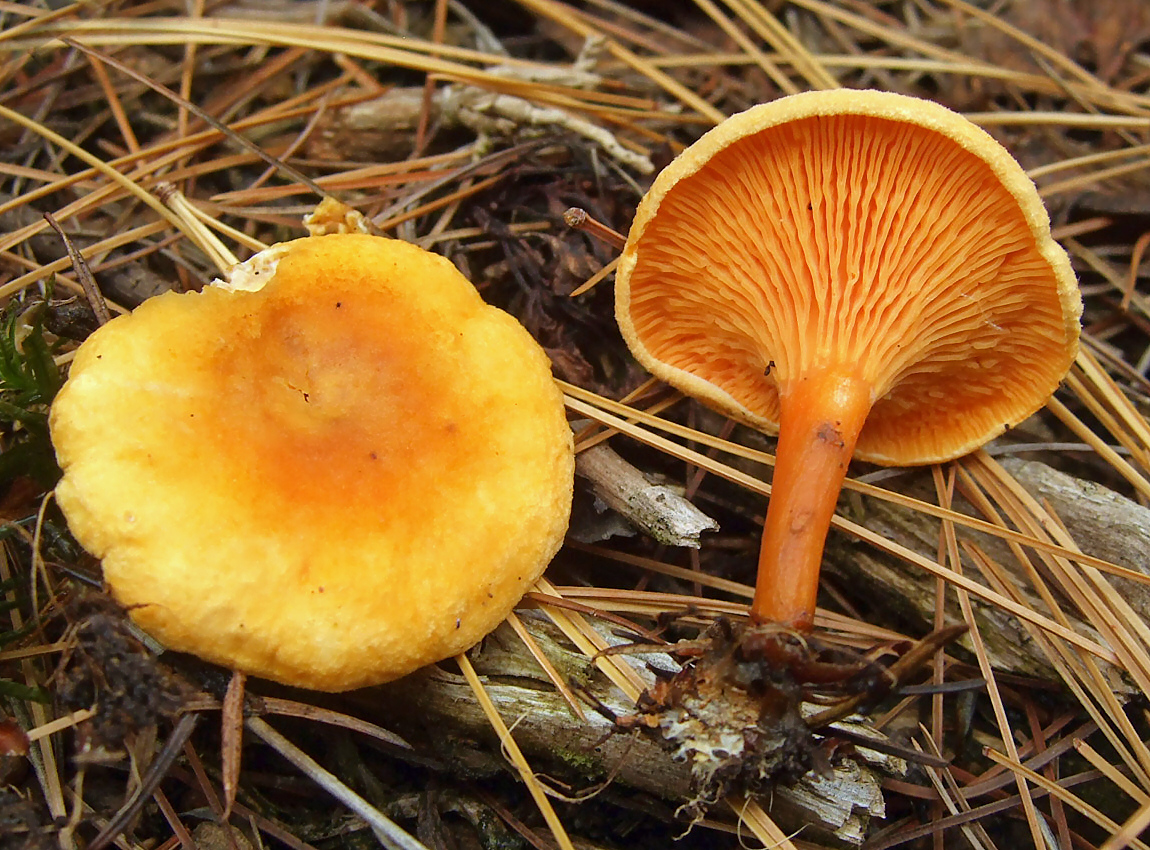
Hygrophoropsis aurantiaca
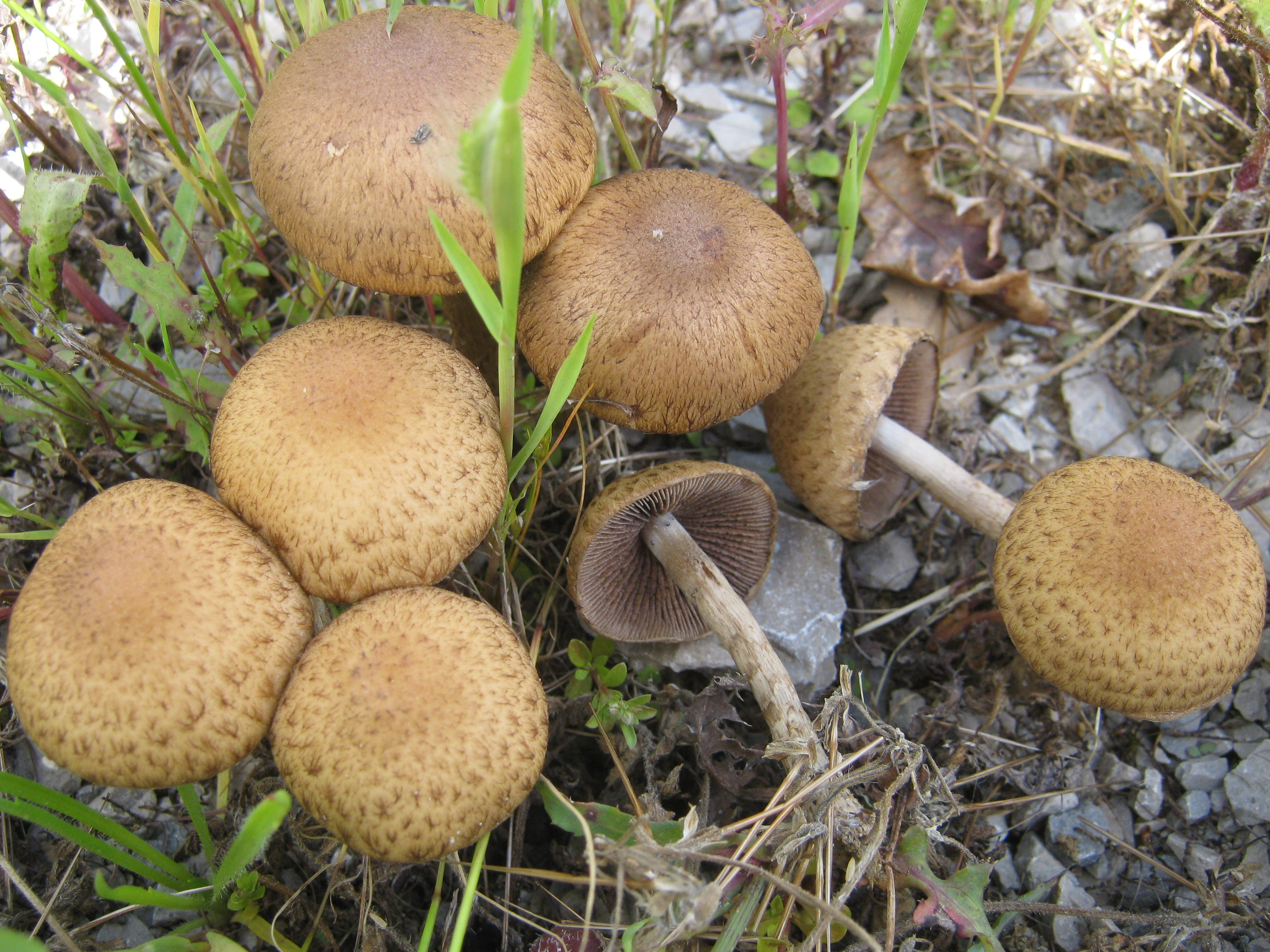
Lacrymaria lacrymabunda
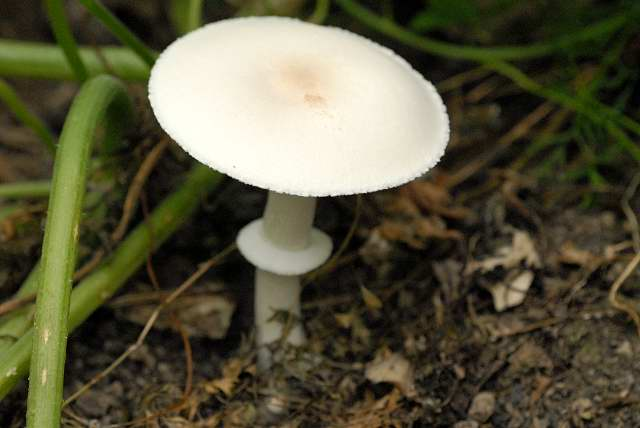
Leucoagaricus leucothites
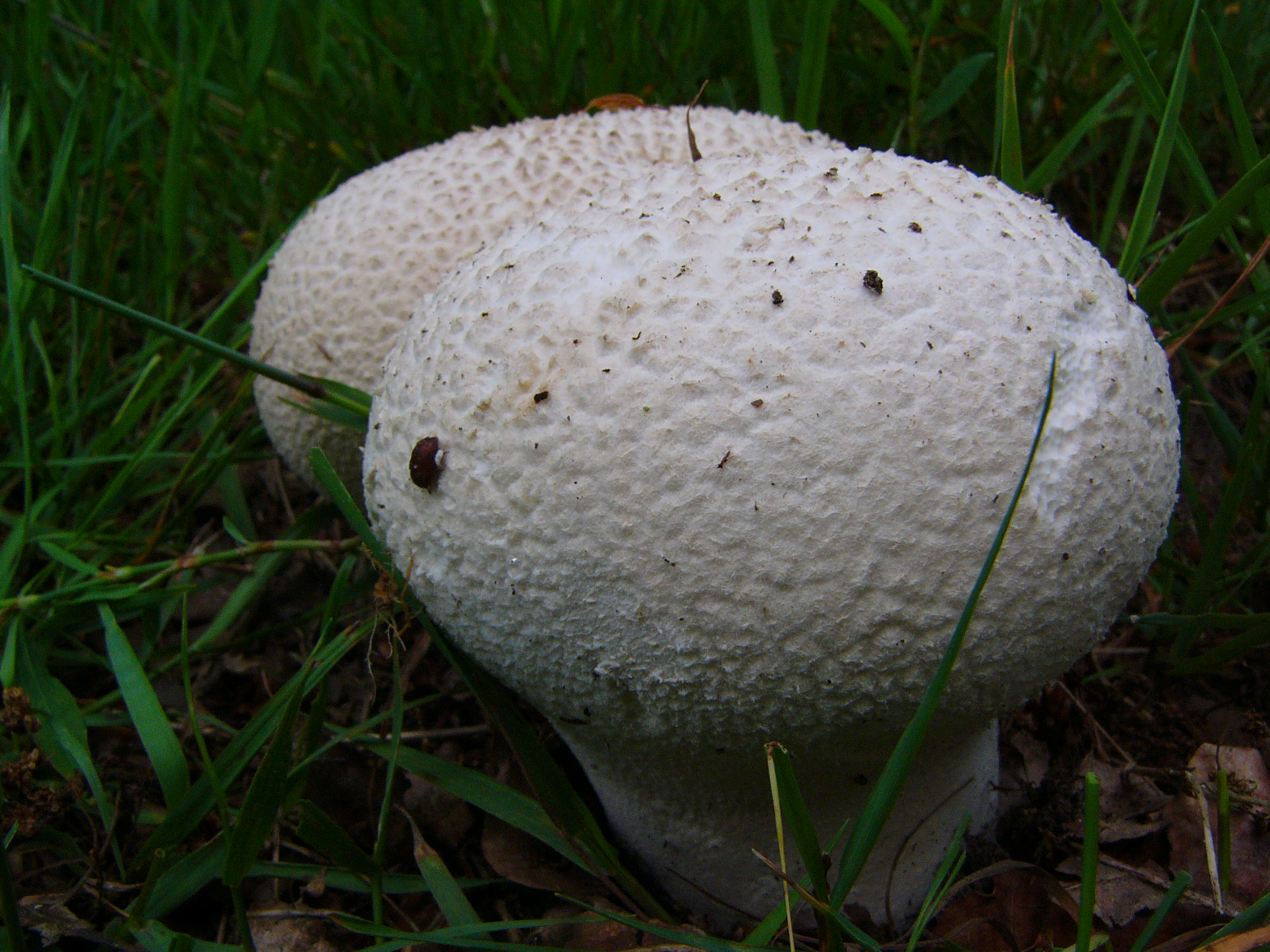
Lycoperdon utriforme
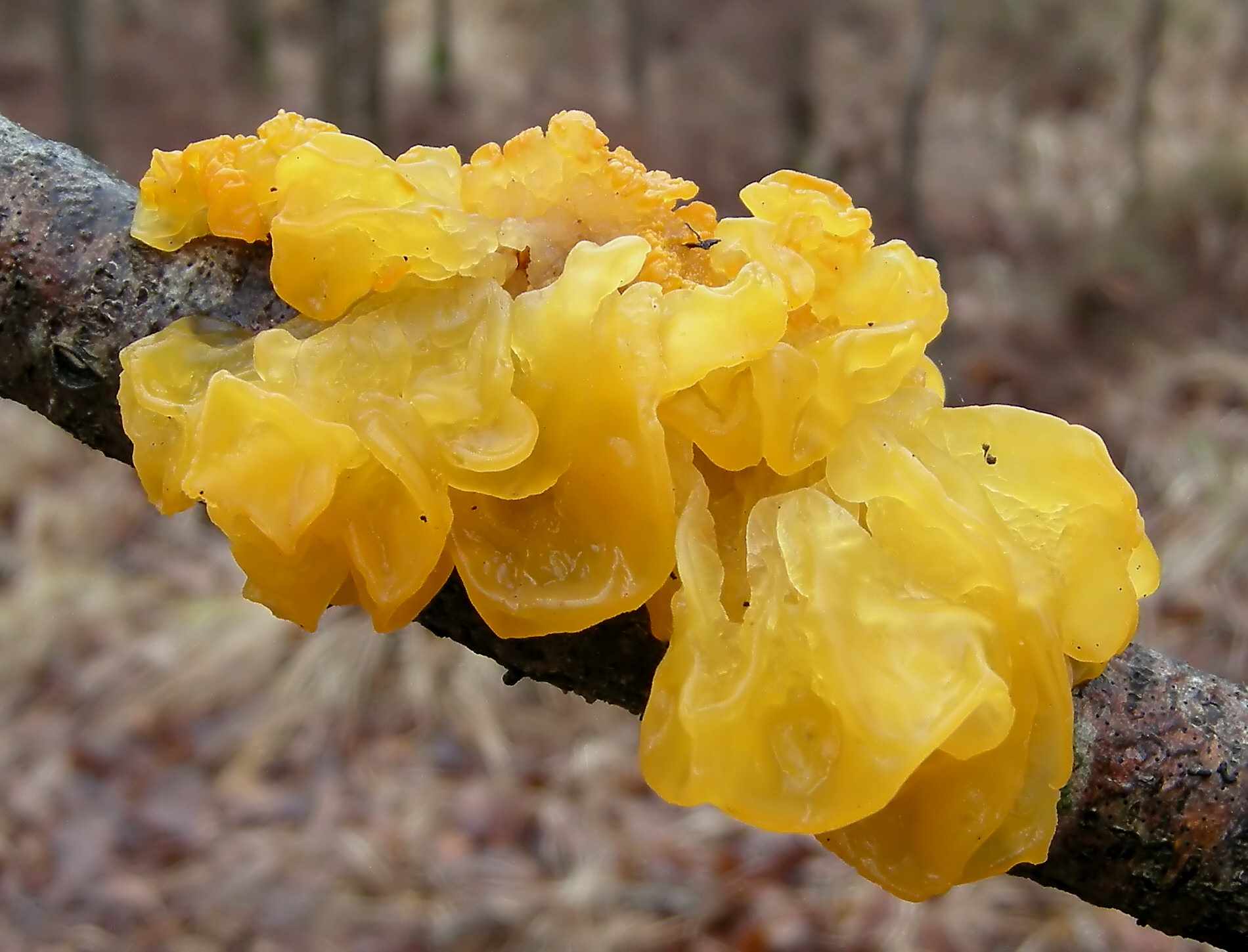
Tremella mesenterica
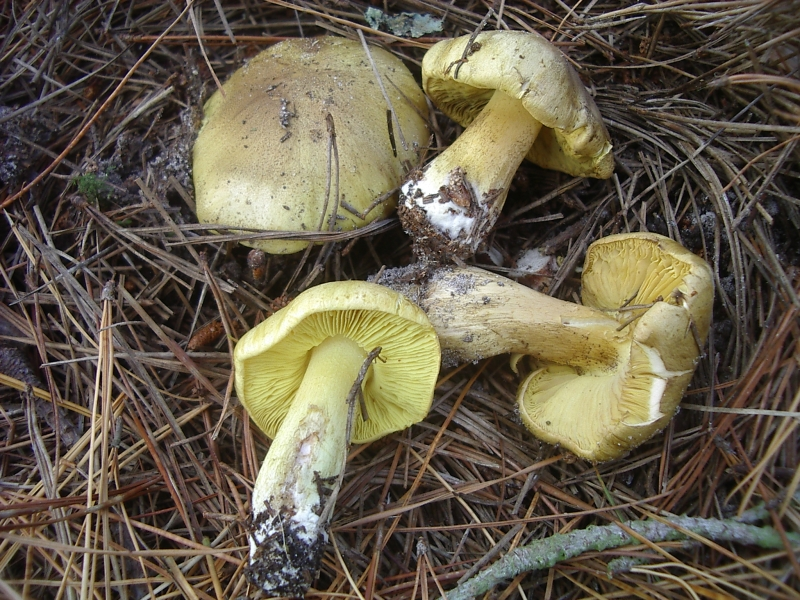
Tricholoma equestre